# Kazieczyna
Kazieczyna (biał. Казечына; ros. Казечино, Kazieczino; pol. hist. Kazieczki, Kazieczyno) – wieś na Białorusi, w obwodzie witebskim, w rejonie orszańskim, w sielsowiecie Mieżawa, nad Paczalicą.

## Historia
W XIX i w początkach XX w. folwark należący do Derożyńskich, położony w Rosji, w guberni mohylewskiej, w powiecie orszańskim, w gminie Moszkowo. Znajdowała się tu wówczas cerkiew prawosławna oraz młyn.
Następnie w granicach Związku Sowieckiego. Od 1991 w niepodległej Białorusi.